# Orostachys

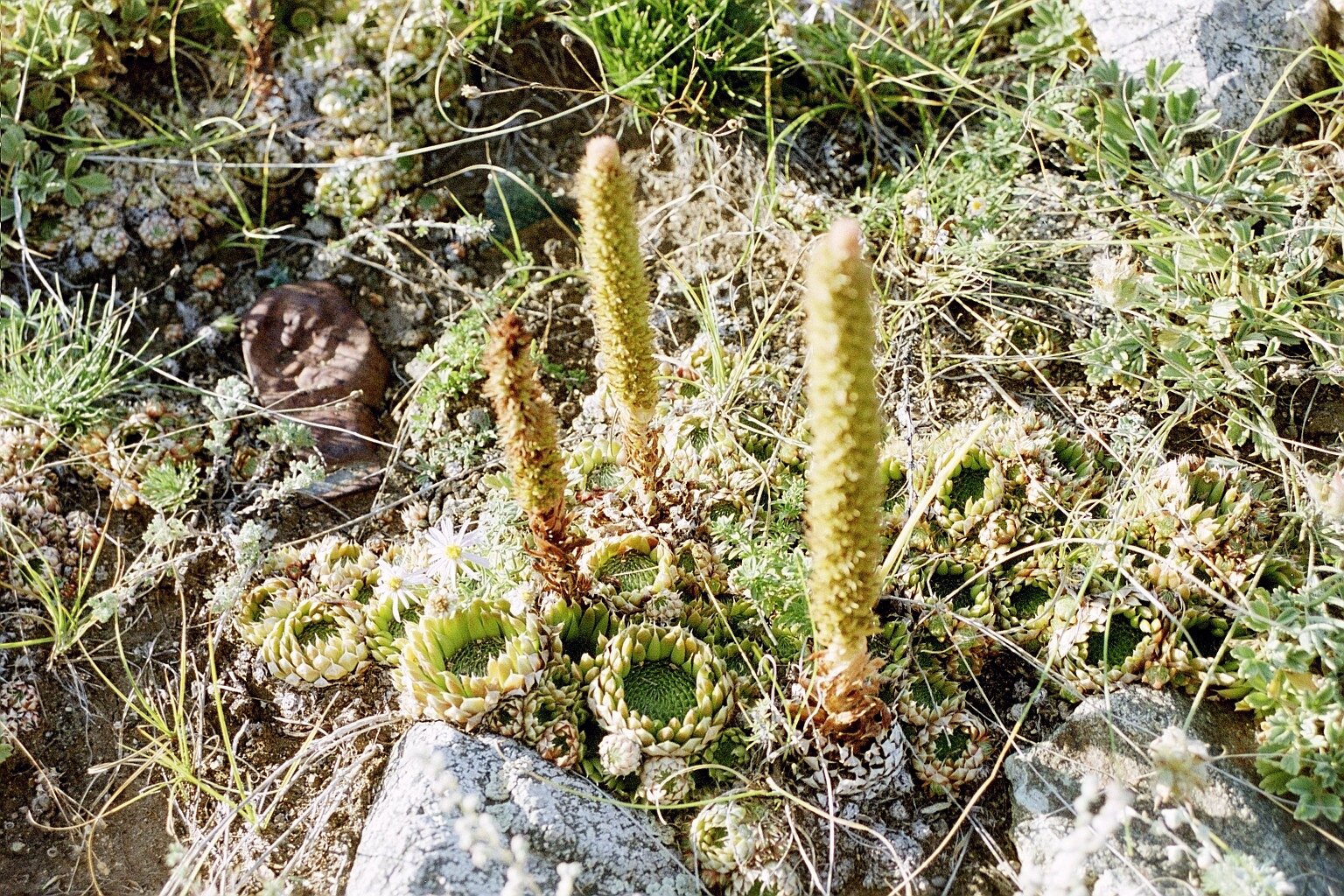
Orostachys-Art in Südsibirien, (vermutlich Orostachys spinosa)

Orostachys ist eine Pflanzengattung in der Familie der Dickblattgewächse (Crassulaceae). Sie trägt auch den deutschen Namen Sternwurz. Der botanische Name der Gattung Orostachys leitet sich von einem griechischen Wörtern óros für Berg und stáchys für Ähre ab. Sie enthält etwa 13 Arten.

## Beschreibung
Orostachys-Arten sind meist zweijährige krautige Pflanzen, die mehr oder weniger stark sukkulent sind. Die Wurzeln sind faserig. Im ersten Jahr stehen die Blätter in einzeln stehenden, grundständigen, dichten Rosetten zusammen. Im zweiten Jahr wird ein 5 bis 60 cm langer, beblätterter Stängel gebildet. Besonders die dickfleischigen Laubblätter speichern Wasser. Die wechselständigen Laubblätter sind länglich bis eiförmig und besitzen oft purpurfarbenen Flecken. Die Blattenden besitzen eine knorpelige bis stachelige, weiße Spitze. Die Blattränder sind meist glatt. Nebenblätter fehlen.
Die endständigen, meist verzweigten, aus ährigen Teilblütenständen zusammengesetzten Gesamtblütenstände sind relativ groß und schmal pyramidal bis zylinderförmig und enthalten viele Blüten und laubblattähnliche Hochblätter. Die mindestens sehr kurz gestielten Blüten sind zwittrig und fünfzählig. Die freien Kelchblätter sind meist kürzer als die Kronblätter. Die fünf überwiegend gelben, seltener weißen, gelbgrünen oder rosafarbenen bis rötlich Kronblätter sind fast frei. Es sind zwei Kreise mit fünf Staubblättern vorhanden. Die gelblichen Nektarschuppen sind relativ klein. Die aufrechten Fruchtblätter sind frei und enthalten viele Samenanlagen. Die Griffel sind schmal.
Die vielsamigen Balgfrüchte besitzen ein schnabelförmiges Ende. Die Samen sind klein.

## Systematik und Verbreitung
Die Gattung Orostachys ist nur im östlichen Asien verbreitet: China (acht Arten), Japan (sechs Arten), Kasachstan, Korea (fünf Arten), Mongolei und Russland.
Die Erstveröffentlichung des Gattungsnamens Orostachys erfolgte 1809 durch Friedrich Ernst Ludwig von Fischer in Mémoires de la Société Impériale des Naturalistes de Moscou, Band 2, S. 270. Die öfter zitierten anderen Autoren Augustin-Pyrame de Candolle, Robert Sweet oder Alwin Berger werden nicht für eine Erstveröffentlichung dieser Gattung anerkannt.
Die Gattung Orostachys gehört zur Subtribus Telephiinae aus der Tribus Sedeae in der Unterfamilie Sedoideae innerhalb der Familie der Crassulaceae.
Die Gattung wird in zwei Sektionen unterteilt und umfasst folgende Arten:
- Sektion Orostachys
  - Orostachys boehmeri (Makino) H. Hara, Heimat: Japan
  - Orostachys cartilaginea V.N. Borissova: Sie gedeiht auf Felsen niedriger Berge in Russland und den chinesischen Provinzen Heilongjiang, Jilin, Liaoning, Nei Mongol, Shandong.
  - Orostachys chanetii (H.Léveillé) A.Berger: Sie gedeiht auf Felsen von Hängen und auf Hausdächern in Höhenlagen zwischen 400 und 1700 Meter in Gansu, Hebei, Shanxi, Sichuan.
  - Orostachys fimbriata (Turcz.) A.Berger: felsige Bereiche an Hängen, auf Hausdächern und bemoosten Baumstämmen meist unterhalb von 1600 Meter (bis 3500 Meter in Gansu und Qinghai) in Korea, der Mongolei, Russland und den chinesischen Provinzen Anhui, Gansu, Hebei, Heilongjiang, Henan, Hubei, Jiangsu, Liaoning, Nei Mongol, Ningxia, Qinghai, Shaanxi, Shandong, Shanxi, Zhejiang.
  - Orostachys japonica (Maxim.) A.Berger: Sie gedeiht auf Felsen niedriger Berge, entlang von Flussläufen in Japan, Korea, Russland und den chinesischen Provinzen Anhui, östlichen Heilongjiang, Jiangsu, Shandong, Zhejiang.
  - Orostachys malacophylla (Pall.) Fisch.: Sie gedeiht in Felsspalten in Höhenlagen zwischen 1200 und 1800 Meter in Japan, Korea, der Mongolei, Russland und den chinesischen Provinzen Hebei, Heilongjiang, Jilin, Liaoning, Nei Mongol; mit den Unterarten und Varietäten:
    - Orostachys malacophylla subsp. lioutchenngoi H. Ohba
    - Orostachys malacophylla subsp. malacophylla
    - Orostachys malacophylla var. aggregata (Makino) H. Ohba
    - Orostachys malacophylla var. iwarenge (Makino) H. Ohba

  - Orostachys paradoxa (Khokhr. & Vorosch.) Czerep.
  - Orostachys spinosa (L.) Sweet, Heimat: Sibirien, Amurgebiet, China, Mongolei, Tibet, Zentralasien, Südural
  - Orostachys thyrsiflora Fisch.: Sie gedeiht auf Hängen in Steppen und Sonnenhängen in Gebirgen in Höhenlagen zwischen 1000 und 2100 Meter in Kasachstan, der Mongolei, Russland und den chinesischen Provinzen Gansu, Xinjiang, Xizang.

- Sektion Schoenlandia H. Ohba
  - Orostachys aliciae (Raym.-Hamet) H. Ohba (Syn.: Kungia aliciae (Raym.-Hamet) K.T.Fu): Sie kommt im südlichen Gansu und im nördlichen Sichuan vor.[3] Mit den Varietäten:
    - Orostachys aliciae var. aliciae
    - Orostachys aliciae var. komarovii (Raym.-Hamet) H. Ohba

  - Orostachys schoenlandii (Raym.-Hamet) H. Ohba (Syn.: Kungia schoenlandii (Raym.-Hamet) K.T.Fu): Sie kommt im nördlichen Sichuan vor.[3]
  - Orostachys stenostachya (Fröd.) H. Ohba (Syn.: Kungia schoenlandii var. stenostachya (Fröd.) K.T.Fu): Sie kommt im südlichen Gansu und in Shaanxi vor.[3]

## Nutzung
Einige Arten werden als Zierpflanzen verwendet.
Von Orostachys japonica wurde die medizinischen Wirkungen untersucht.